# Ivan Ivanovič Šiškin
Ivan Ivanovič Šiškin (Elabuga, 25 gennaio 1832 – San Pietroburgo, 20 marzo 1898) è stato un pittore russo associato al movimento dei Peredvižniki.

## Biografia

Querce, sera antecedente al 1887

Nato a Elabuga che all'epoca faceva parte del Gubernija di Vjatka (oggi repubblica di Tatarstan), si diplomò al liceo di Kazan; in seguito studiò alla Scuola di Mosca di pittura, scultura e architettura per quattro anni e frequentò l'Accademia Imperiale d'Arte dal 1856 al 1860, laureandosi con le più alte onorificenze e una medaglia d'oro.
Ricevette la borsa di studio imperiale per continuare ulteriormente i suoi studi in Europa. Cinque anni più tardi Šiškin divenne membro dell'Accademia imperiale di San Pietroburgo e fu professore di pittura dal 1873 al 1898, contemporaneamente diresse la classe di pittura paesaggistica nella scuola superiore d'arte di San Pietroburgo.
Dopo il ritorno a San Pietroburgo, dal periodo di permanenza in Svizzera e Germania dovuto alla borsa di studio, divenne un membro dei Peredvižniki e della società russa dei pittori ad acquerello. Prese parte alle mostre dell'accademia, la mostra di tutti i russi tenuta a Mosca nel 1882, a Nižnij Novgorod nel 1896, alle esposizioni universali di Parigi nel 1867 e nel 1878 e Vienna nel 1873. Il metodo pittorico di Šiškin era basato sullo studio analitico della natura. Divenne famoso per i suoi paesaggi forestali, per il suo eccellente disegno tecnico e per le sue stampe.
Ivan Ivanovič Šiškin possedeva una dacia a Vyra, a sud di San Pietroburgo, dove dipinse alcuni dei suoi paesaggi. I suoi lavori sono notevoli per la poetica rappresentazione delle stagioni negli alberi, nella natura selvaggia, negli animali e negli uccelli.
Morì a San Pietroburgo nel 1898 mentre stava lavorando al suo ultimo dipinto.

## Omaggi
L'asteroide 3558 Shishkin, scoperto dalla sovietica Ljudmila Žuravlёva fu battezzato così in suo onore.

## Opere

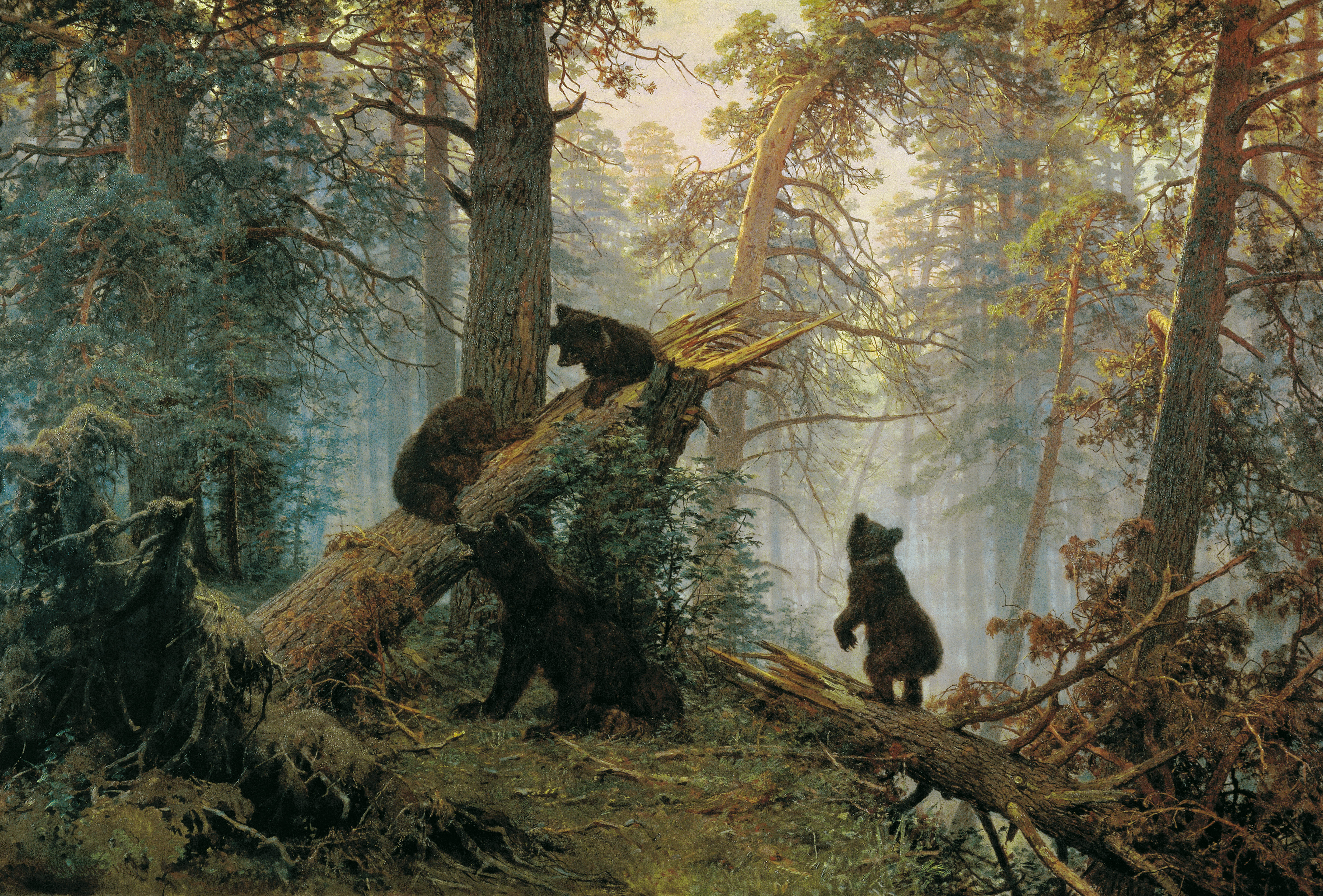
Mattino in una pineta, 1889
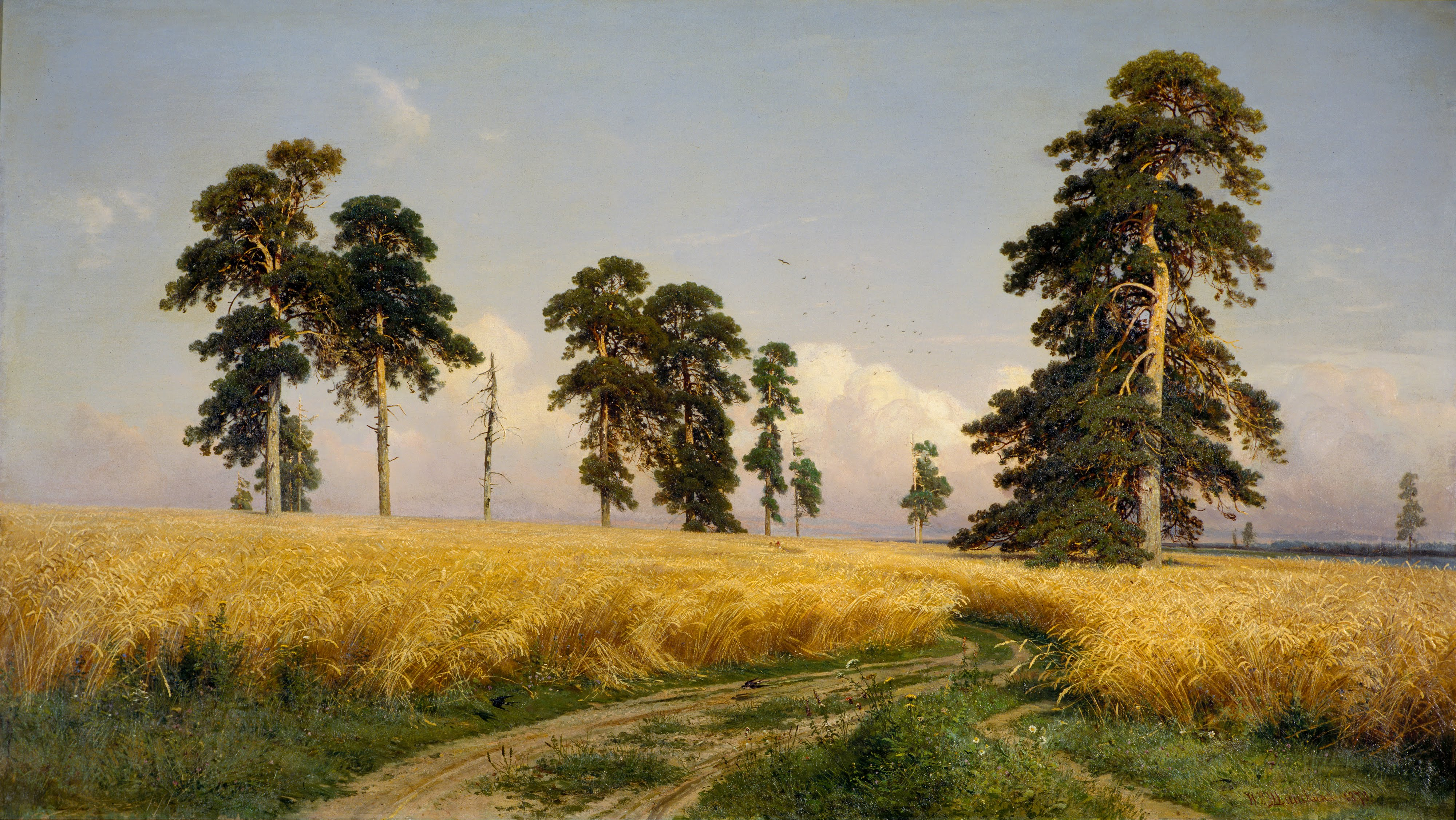
segale, 1878
Il bosco di querce, 1887
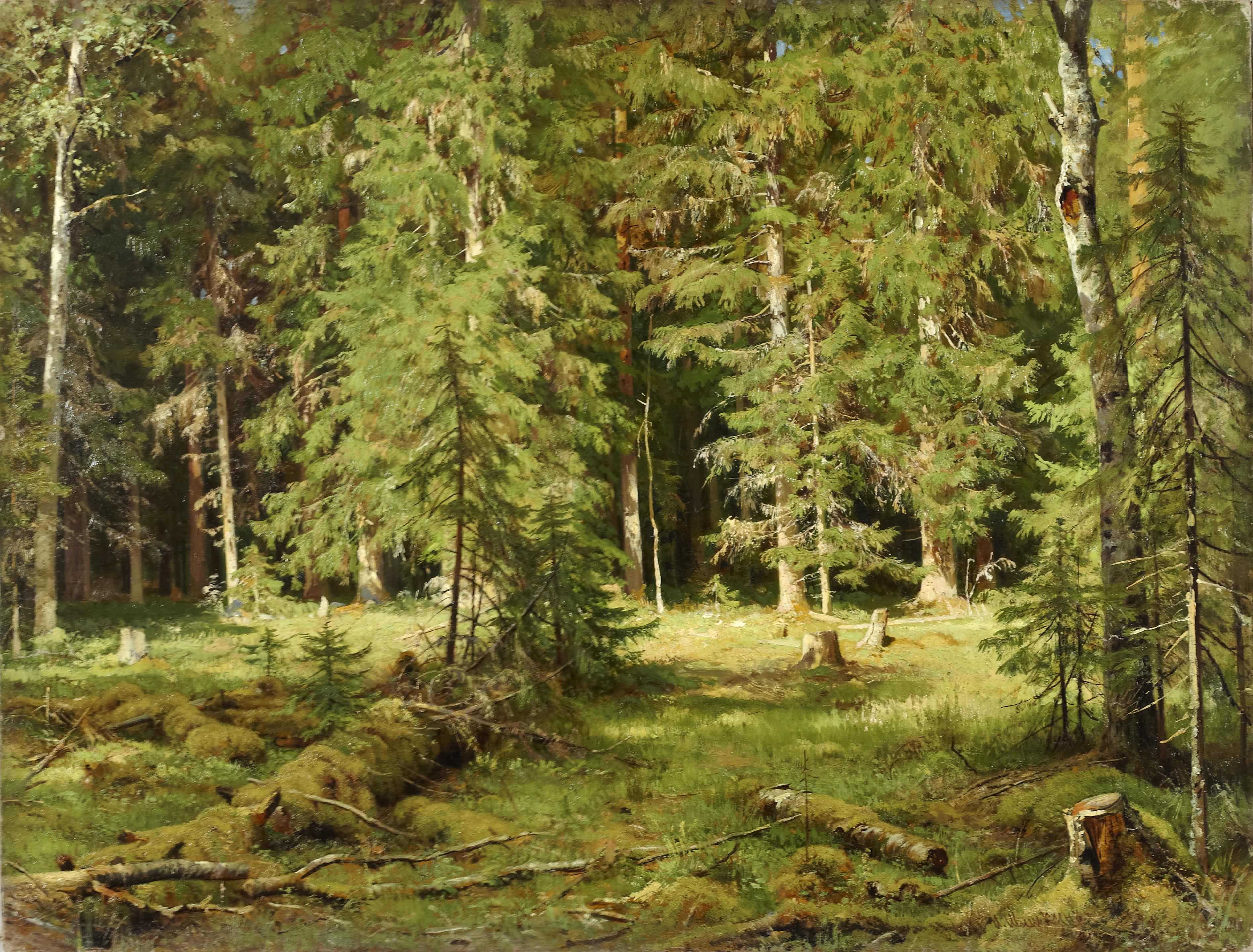
Foresta, 1895
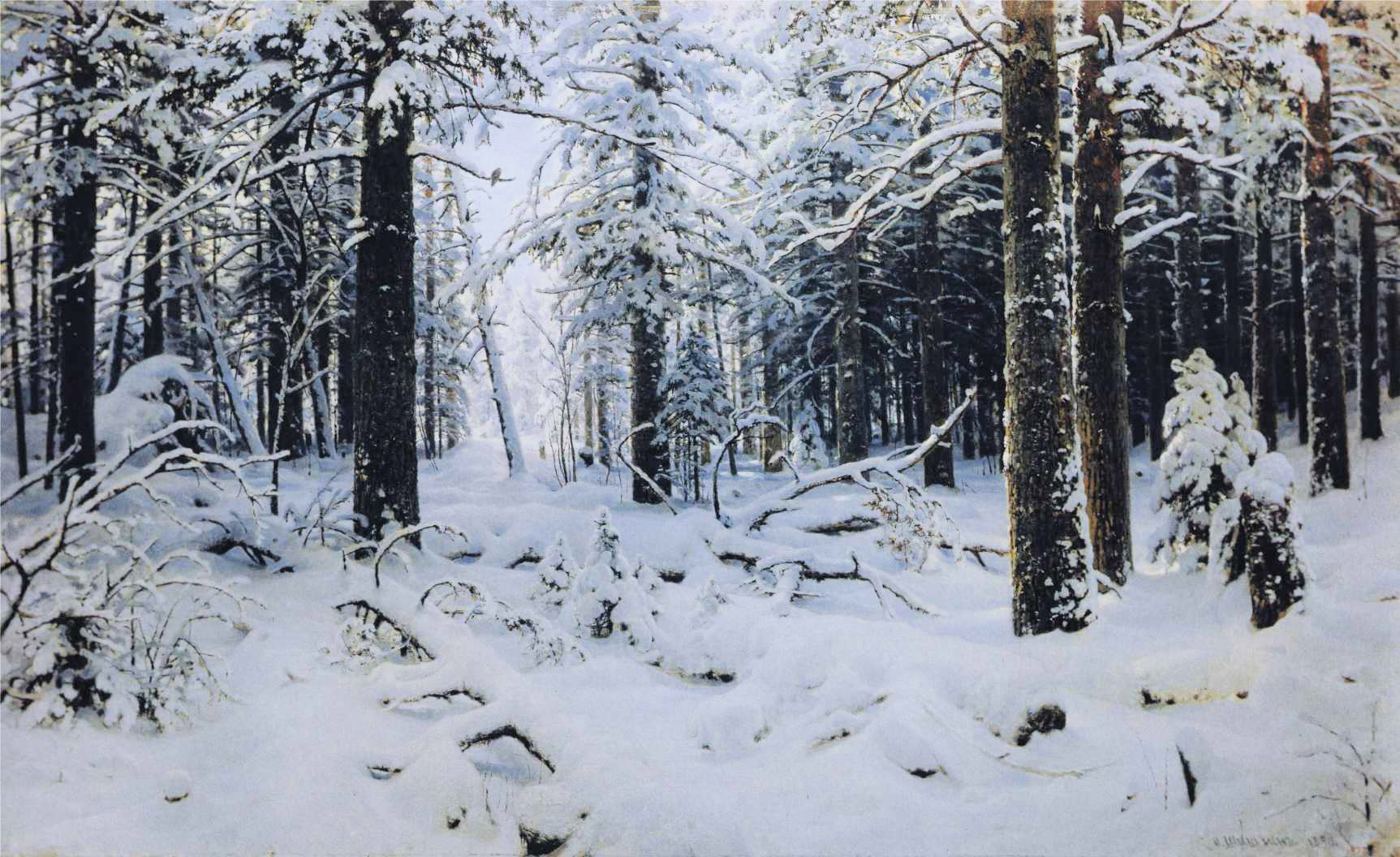
Inverno, 1890
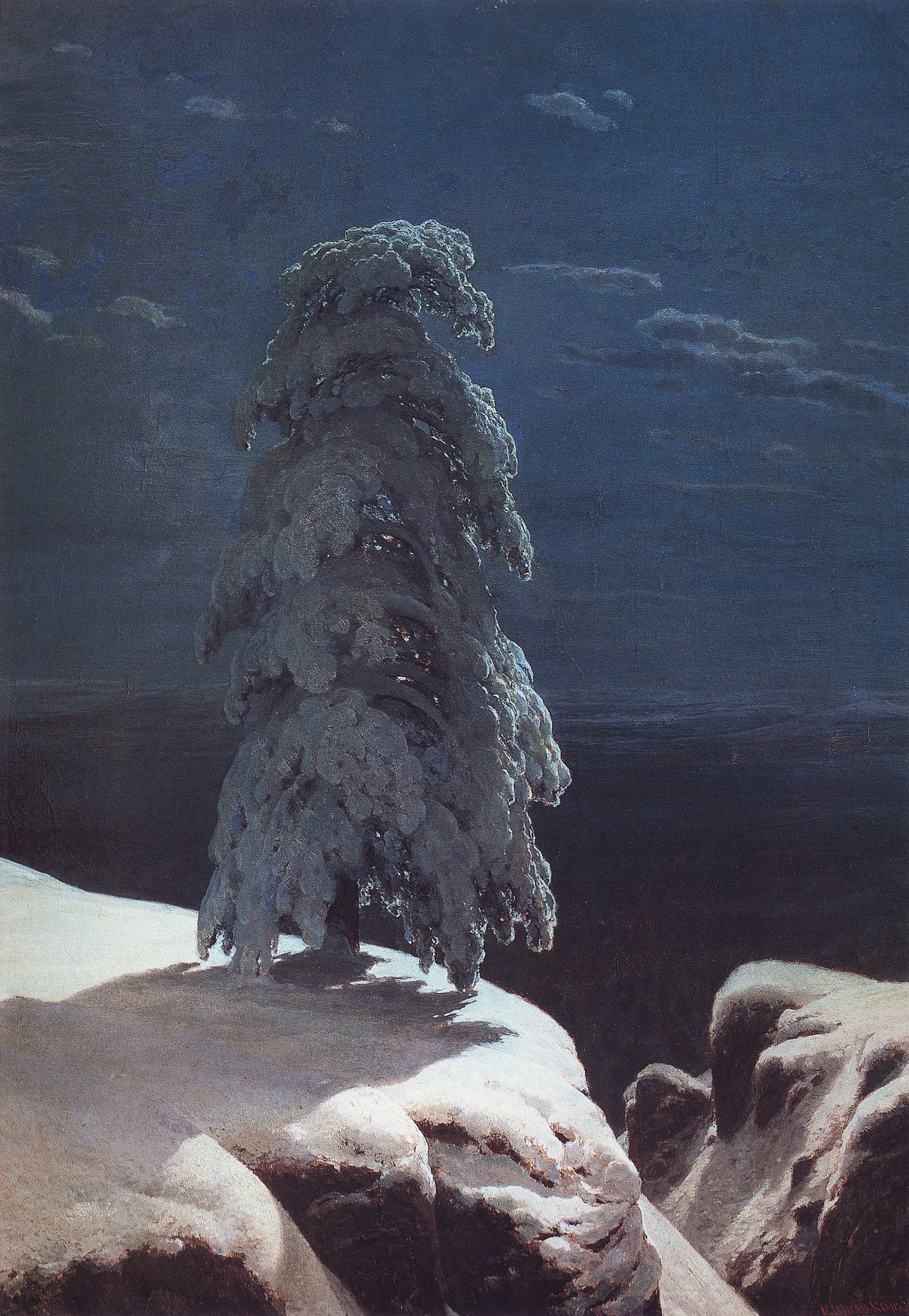
Nella Russia selvaggia, 1891
Pioggia in un bosco di querce, 1891
Foresta di betulle, 1871
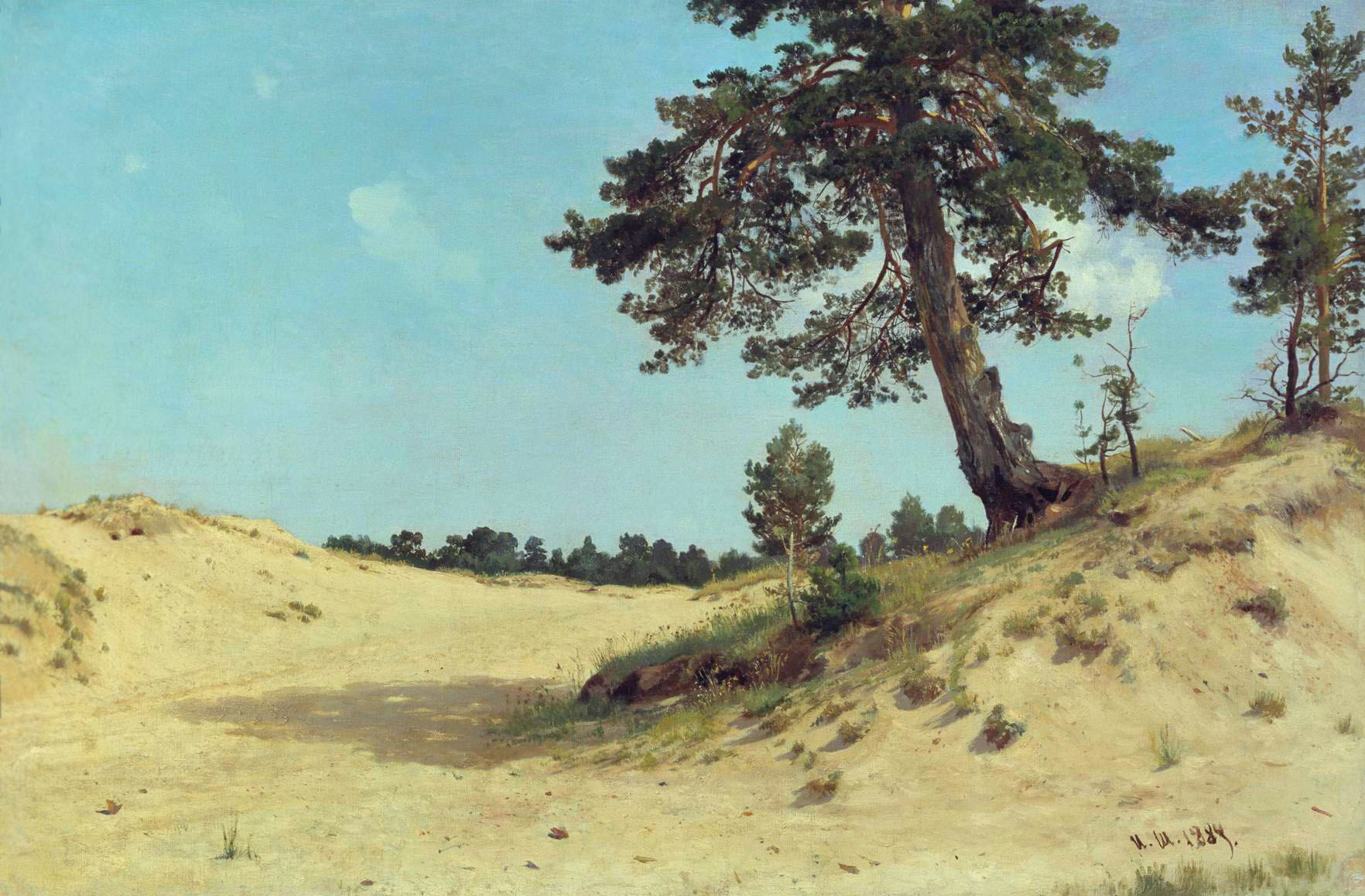
Pino sulla sabbia, 1884
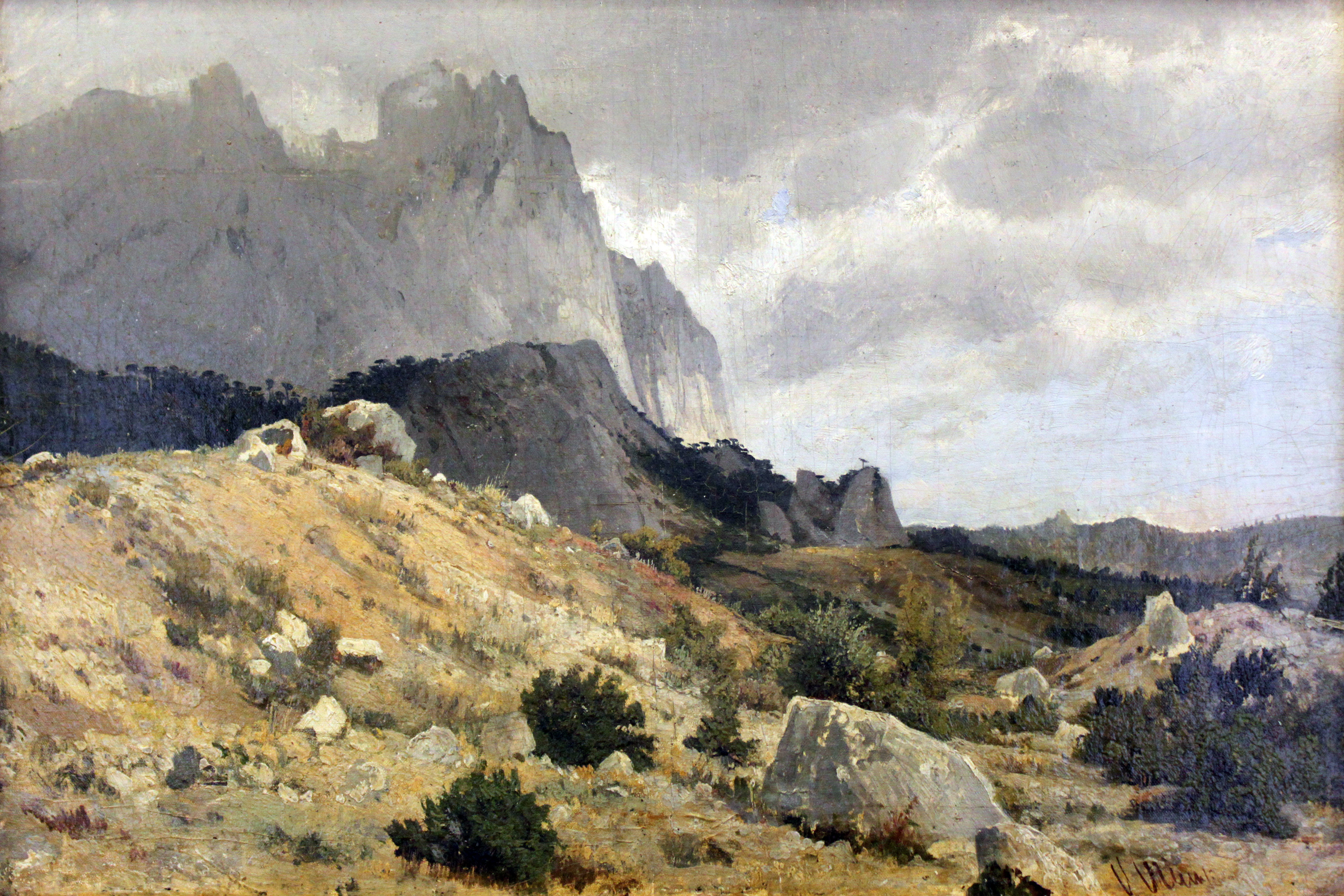
Il paesaggio roccioso, 1889
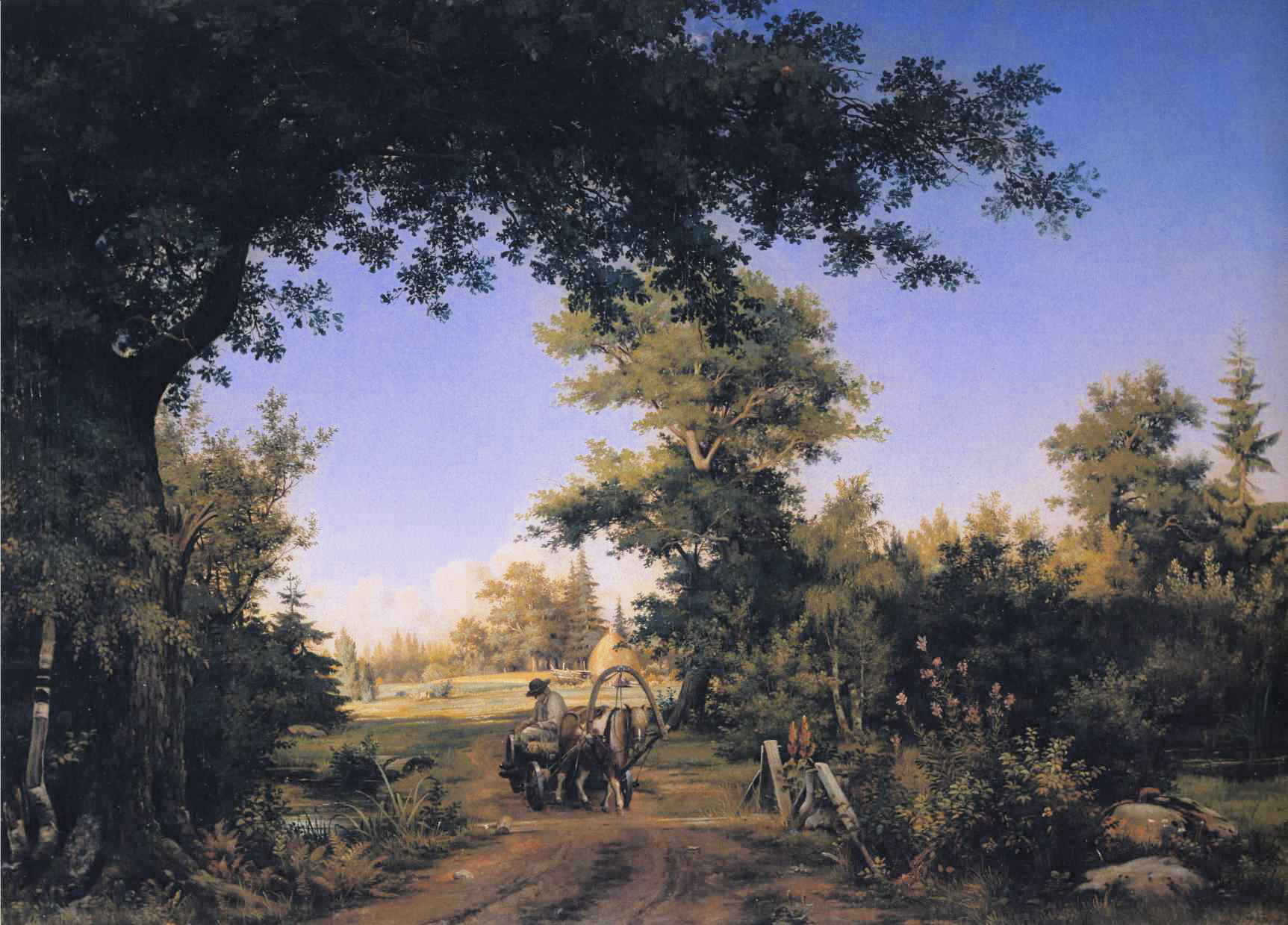
Vista sulla periferia di San Pietroburgo, 1856
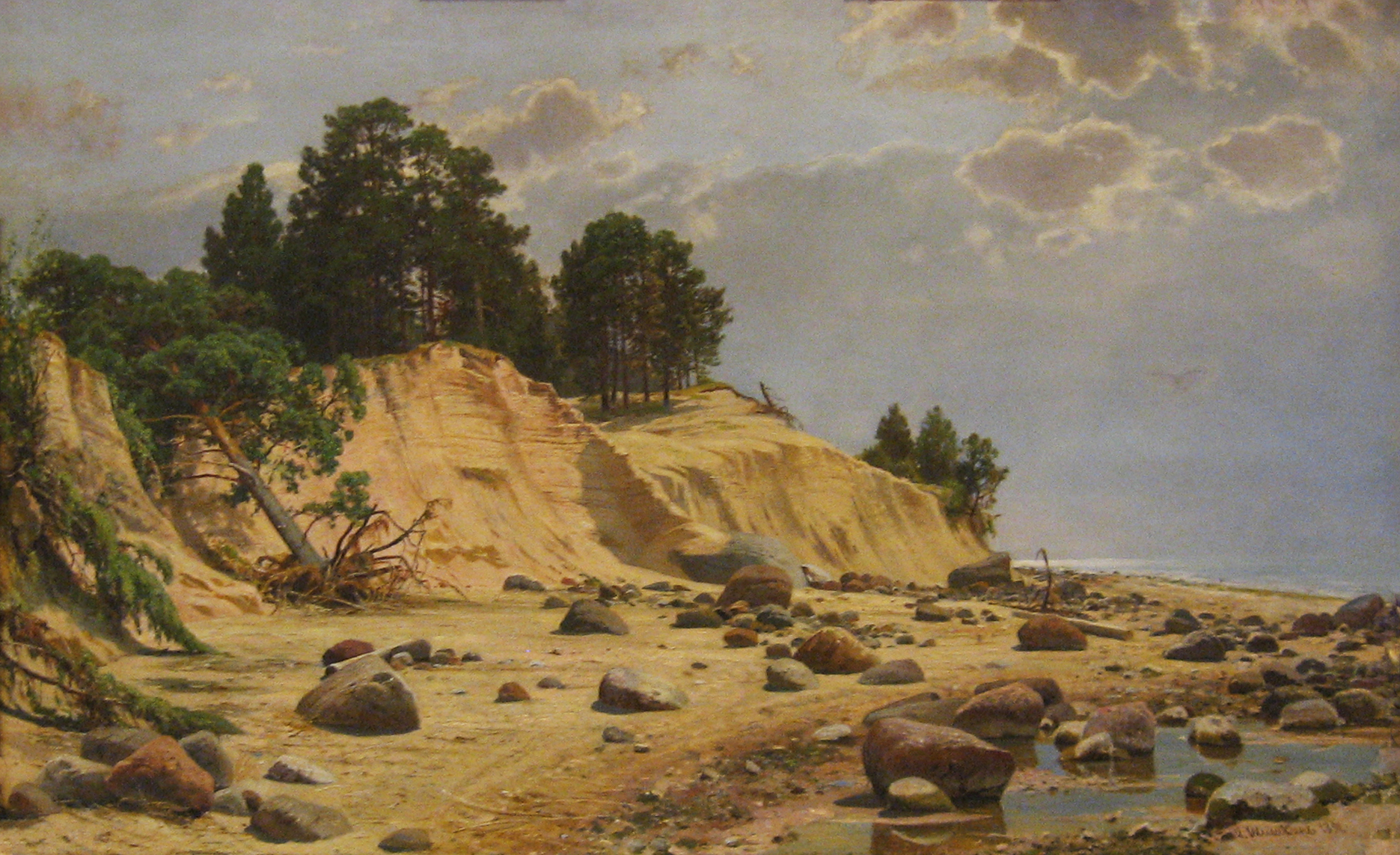
Dopo la tempesta a Meri Hovi, 1891
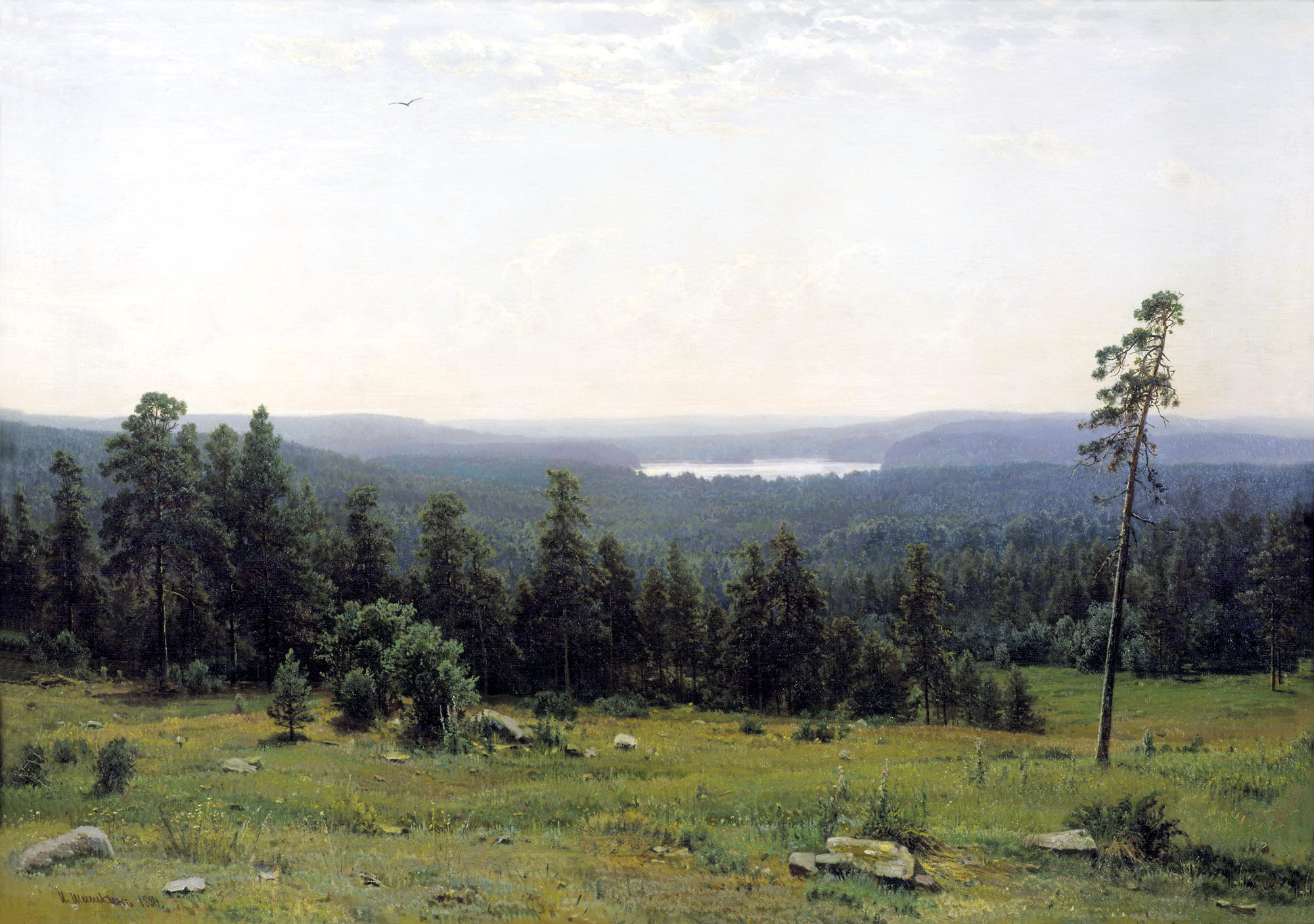
Distanza dalla foresta, 1884